# Gandja
Gandja (àzeri: Gəncə) és la segona ciutat més important de l'Azerbaidjan, que durant el període tsarista es va dir Elizavétpol i durant el període soviètic Kirovabad. Està situada a banda i banda del riu Gandjatxai (o Gəncəçay), afluent del riu Kura. La seva població és de 324.800 habitants (2015).
El nom de Gandja el portava abans de 1826, i des d'aquesta data fou anomenada Elizavetpol; el 1917 se la va començar a anomenar altra vegada Gandja oficiosament, i fou la seu del govern de l'Azerbaidjan dirigit pel Musavat (1918) fins a la conquesta de Bakú. El 1924 el nom de Gandja fou formalment adoptat fins al 1935, en què fou modificat a Kirovabad en honor de l'heroi soviètic Serguei Kírov. Va recuperar el seu antic nom després de 1989.

## Història
Fou fundada el 859 amb el nom de Tarik Bab al-Abwad, sobre les ruïnes de l'antiga capital de l'Azerbaidjan conegudes com a Takht-i-Sulayman. Després de la decadència de Bardaa o Bardhaa, Gandja es va convertir en capital de l'Arran amb la dinastia xaddàdida, cap al 952.
Presa pel sultà seljúcida Malik Shah, el seu fill Muhammad va rebre Gandja en feu. El 1138 la va destruir un terratrèmol, que va matar milers de persones, entre les quals la dona i els fills del sultà Kara Sonkur d'Arran i l'Azerbaidjan (que estava absent durant el terratrèmol). El rei Demetri de Geòrgia la va saquejar. Kara Sunkur va morir el 1140, i el seu successor Txavil el 1146. Va continuar a l'Arran la dinastia rawàdida, però al cap de pocs anys tornava a pertànyer als sobirans de l'Azerbaidjan amb els ildiguízides. El 1193 fou breument ocupada pels georgians i va posar al tron Amir Miran però aquest va morir poc després i Abu Bakr va recuperar la ciutat. Al segle xiii fou reconstruïda pel sultà Kara Sunkur. Els mongols es presentaren davant la ciutat el 1221, però no la van atacar. El 1225 l'últim ildiguízida, Ozbeg, es va refugiar allí fugint de Tabriz, que havia estat presa pel xa de Coràsmia Djalal al-Din Manguberti, que va acabar sotmetent-la. La rebel·lió dels seus ciutadans (1231) fou reprimida. El 1235 fou presa i incendiada pels mongols i, encara que fou reconstruïda, va perdre la seva anterior importància. Passa als Il-kan amb tot l'Arran i després va seguir la sort de l'Azerbaidjan fins que amb el safàvida Ismaïl Xah fou incorporada a Pèrsia.
Els seus governadors portaren el títol de khan. El 1583 el kan Imam Kuli fou derrotat pels turcs, que ocuparen la ciutat el 1588, essent recuperada posteriorment pels perses el 1606; el 1723 fou ocupada de nou pels turcs, i recuperada per Nadir Xah el 1735, a la mort del qual el seu governador (kan) es va fer independent de fet i durant anys (Kanat de Gandja), amb períodes de vassallatge a Kartli, però al final del segle xviii reconeixeran la sobirania dels perses de la dinastia qajar. El príncep rus Pàvel Tsitsiànov la conquerí el 3 de gener del 1804, i fou formalment cedida a Rússia pel Tractat de Gulistan el 1813. Un intent dels perses de recuperar-la es va saldar amb una forta derrota el 13 de setembre de 1826.

## Personatges il·lustres
- Nizami Gandjawi, poeta (s. XII-XIII)